# Taylor Swift's Reputation Stadium Tour
Taylor Swift's Reputation Stadium Tour, también conocido como Reputation Stadium Tour, o simplemente como Reputation Tour, fue la quinta gira mundial de conciertos y la primera por estadios de la cantante estadounidense Taylor Swift, realizada con el fin de promocionar su sexto álbum de estudio, Reputation (2017). El inicio de la gira fue el 8 de mayo de 2018 en la ciudad de Glendale y finalizó el 21 de noviembre de 2018 en Tokio, con 53 conciertos. Recibió a 2.888.892 asistentes y recaudó un total de $345.7 millones, convirtiéndose en la gira más exitosa de Swift y la gira con mayor recaudación en la historia de Estados Unidos y América del Norte en su momento.
El 13 de diciembre de 2018, Swift anunció que la filmación del concierto sería lanzada mundialmente en la plataforma Netflix el 31 de diciembre de 2018.

## Antecedentes
El 24 de agosto de 2017, Swift anunció a través sus redes sociales que el primer sencillo de su sexto trabajo discográfico sería lanzado al día siguiente bajo el nombre "Look What You Made Me Do". Swift aprovechó ese mismo momento para revelar el nombre de su nuevo disco y su respectiva portada, que serían lanzados el 10 de noviembre. Días después, Swift anunció una alianza con el programa Fan Verificado de Ticketmaster (que opera para este proyecto como "Taylor Swift Tix"), por el cual, al comprar artículos en su página oficial, existirían más posibilidades de adquirir las mejores entradas para un show.
Finalmente, el lunes 13 de noviembre de 2017, el equipo de Swift anunció la primera etapa de la gira junto a la plataforma Tickermaster. La cantante decidió no anunciar la gira por sus redes sociales, siguiendo la estrategia de promoción del álbum.
Las entradas para sus espectáculos en la América del Norte estuvieron disponibles un mes después, coincidiendo con la fecha de cumpleaños de la cantante, el 13 de diciembre de 2017.
A finales del mes de noviembre, Swift anunció tres conciertos en Europa, más concretamente en las ciudades de Londres, Mánchester y Dublín. Debido a una gran demanda de entradas, incluso antes de su lanzamiento, se añadieron fechas adicionales en las tres ciudades europeas, además de en otras ciudades anglosajonas como Pasadena, Chicago, East Rutherford, Foxborough, Toronto y Atlanta. El 3 de diciembre, la intérprete de Ready For It anunció 5 fechas en Oceanía. En enero de 2018, debido a la gran demanda, se anunció una segunda fecha para las ciudades de Santa Clara, Landover, Filadelfia, Mineápolis y Arlington y una tercera fecha para East Rutherford y Foxborough, con un total de 40 conciertos en la etapa norteamericana.
El 1 de marzo de 2018, Swift anunció que Camila Cabello y Charli XCX serían las teloneras del Reputation Stadium Tour.
Tras el primer concierto de la gira el 8 de mayo, Swift anunció dos conciertos en Tokio. A fines de junio se colocó a la venta los boletos para dichos conciertos que se llevarán a cabo en el Tokyo Dome.

## Crítica

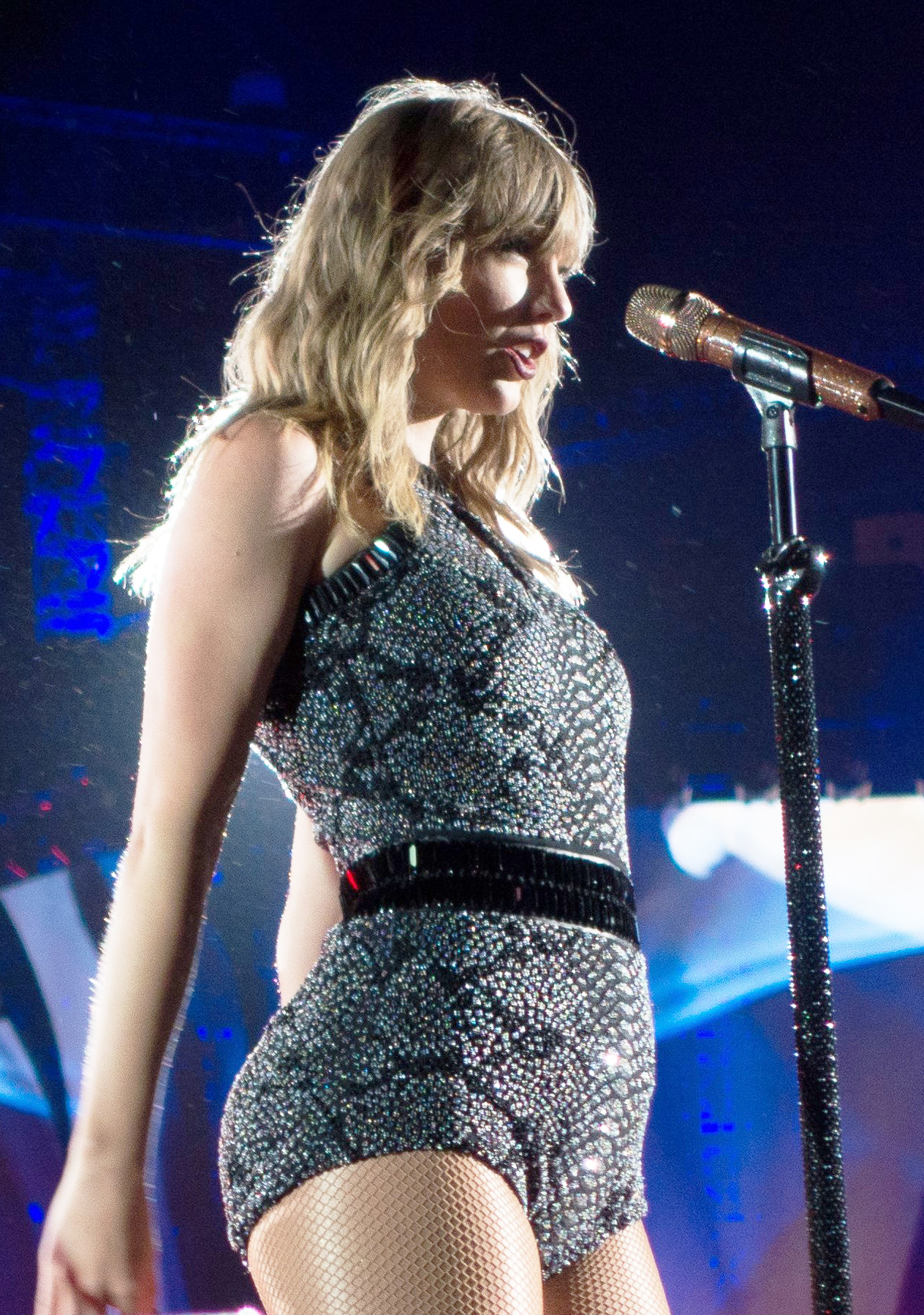
Swift en su presentación en Santa Clara

El tour ha sido considerado como el mejor de la carrera de la cantante. Ed Masley, del periódico The Arizona Republic, escribió que «hubo muchos momentos en el curso de la presentación de Swift que se sintió que ella estaba jugando con las últimas filas del estadio solo por compartir un momento con sus fanáticos» mientras complementa la producción del tour y conexión de la cantante con la multitud. Jim Harrington, del The Mercury News, alabó las mejorías en el trabajo vocal y presentación de la cantante a través de los años:  «Su juego es lo suficientemente completo como para que pueda destacar por igual en cada aspecto diferente del espectáculo». Chris Tuite, del CBS San Francisco, escribió: «Lo único más prominente que la cantante, durante su actual espectáculo lleno de cambio de vestuario, son las serpientes gigantes y malvadas que aparecen simbólicamente en todo el set». Michael Tritsch de la revista 303 Magazine comentó sobre el tour «abrió un camino nuevo y puso el listón alto para futuras giras por el estadio», agregando que «La reputación de este espectáculo se abrió paso a fuego en los libros de historia.

## Desempeño comercial

### Ticket vendidos
Luego de cuatro días de ventas a través de la plataforma verificada y tres días de ventas para el público en general la cual comenzó el 13 de diciembre, se reportó que el tour ya había recaudado $180 millones de las 33 fechas en Norteamérica. Pollstar reportó información suministrada por la Gridiron Stadium Network, un consorcio de instalaciones de la NFL que trabajan juntas para reservar conciertos en sus edificios, que mostró que hasta el 18 de diciembre al menos 35,000 entradas habían sido vendidos en 10 de los estadios de la gira. Las entradas vendidas fueron desde 35,419 en Heinz Field en Pittsburgh a un máximo de 48,039 en Lincoln Financial Field en Filadelfia. Con más de 47,000 entradas vendidas, se reportó el 12 de mayo de 2018 que la fecha en el Levi's Stadium en Santa Clara generó alrededor de $9 millones en entradas vendidas, lo que provocó la adición de una fecha extra.
De acuerdo con StubHub, el tour es la gira más vendida de una artista femenina en el Reino Unido en 2018.

### Recaudación
Los primeros siete conciertos de la gira recaudaron $54 millones con 390,000 tickets vendidos, llevando a Swift a liderar el top de Billboard's Hot Tours chart en junio de 2018. La cantante se presentó ante una multitud de 59,157 en Glendale y 107,550 en Santa Clara (dos noches seguidas), ambas fechas con entradas agotadas, recaudando $7.21 millones y $14 millones respectivamente, mientras que los conciertos en Pasadena recaudaron $16.3 millones y en Seattle más de $8.6 millones. En julio de 2018 se reportó que los conciertos en Louisville y Columbus recaudaron $11.5 millones con 115,000 tickets vendidos, con esta última ciudad teniendo la mayor recaudación y la mayor cantidad de entradas vendidas, con aproximadamente 63,000 tickets y $6.6 millones de recaudación. Dichos conciertos llevaron a la cantante a liderar nuevamente el top del Hot Tours chart.

### Récords

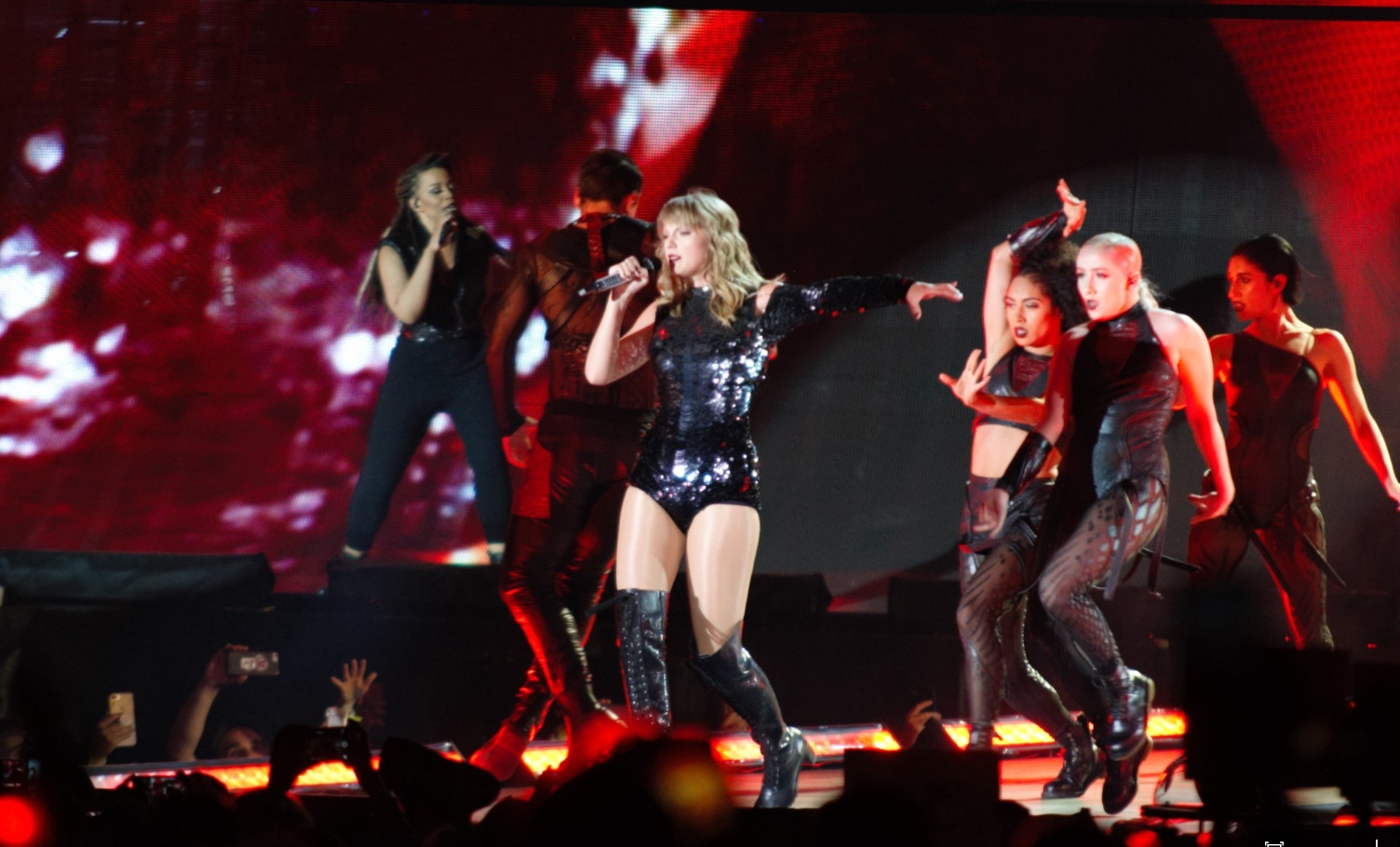
Swift presentándose en el Broncos Stadium at Mile High en Denver, Colorado, siendo la primera mujer en realizar un concierto en dicho estadio.

El tour ha quebrado múltiples récords de asistencia y recaudación de ingresos. Su presentación debut en el Estadio de la Universidad de Phoenix logró un nuevo récord en recaudación y asistencia, superando por $2 millones la recaudación de Metallica de $5.2 millones en agosto de 2017. Con 59,157 entradas vendidas, también rompió el récord de asistencia generado durante el tour "Where We Are Tour" de One Direction en 2014 con 2,633 asientos extra vendidos. Con $14 millones obtenidos de la venta de 107,550 entradas vendidas en el Levi's Stadium superó su propio récord de recaudación y asistencia que había establecido durante su gira "The 1989 World Tour" en 2015. Con más de 118,000 fanáticos asistiendo a su concierto en el Estadio Rose Bowl, se generó en los dos conciertos una recaudación de $16.2 millones y logró un nuevo récord sobrepasando el impuesto por U2 en 2017, con más de $467,000 extra vendido. Los récords en recaudaciones impuesto por U2 en el CenturyLink Field de Seattle también fueron superados por Swift, ella superó el The Joshua Tree Tour 2017 con $2.4 millones extra recaudados, y en el Broncos Stadium at Mile High en Denver, ella superó los $6.6 millones recaudados por la banda en 2011 durante su gira 360° Tour con  $1.2 millones extra.
Swift hizo historia al convertirse en la primera artista femenina en realizar dos conciertos en el Croke Park en Dublín, con 136,000 fanáticos asistiendo a ambas fechas. A su vez, logró convertirse en la primera mujer en presentarse tres noches consecutivas en el MetLife Stadium y el Gillette Stadium.
Continuando con el tour, el concierto número 29 en América del Norte vendió todas las entradas en el Hard Rock Stadium en Miami, recaudando un total de $202.3 millones en el continente ($191.1 millones en los Estados Unidos y $11.1 millones en Canadá) rompiendo su propio récord en tener el tour con mayor recaudación por una artista femenina en Norteamérica, sobrepasando su 1989 World Tour (2015) con menor cantidad de fechas.
El tour se convirtió en la gira con mayor recaudación en la historia de Estados Unidos, recaudando $277.5 millones en sólo 38 fechas, superando la gira de los Rolling Stones la cual recaudó $245 millones con su gira "A Bigger Bang Tour" en 2005-07. También vendió 2,068,399 boletos en dicho país. Además, con 345,7 millones de dólares recaudados en total, la gira se ha posicionado como la decimotercer  gira musical más recaudadora de la historia, y Swift como la segunda artista femenina y la cuarta solista con el tour más exitoso, sólo superada por Madonna, y Ed Sheeran, Roger Waters y Madonna, respectivamente.

## Repertorio
Dicha lista de canciones corresponde al concierto otorgado el 8 de mayo de 2018 en Glendale, Arizona. No representa el repertorio de cada concierto otorgado durante la gira.
1. «...Ready for It?»
2. «I Did Something Bad»
3. «Gorgeous»
4. «Style» / «Love Story» / «You Belong with Me»
5. «Look What You Made Me Do»
6. «End Game»
7. «King of My Heart»
8. «Delicate»
9. «Shake It Off»
10. «Dancing with Our Hands Tied»
11. «All Too Well»
12. «Blank Space»
13. «Dress»
14. «Bad Blood» / «Should've Said No»
15. «Don't Blame Me»
16. «Long Live» / «New Year's Day»
17. «Getaway Car»
18. «Call It What You Want»
19. «We Are Never Ever Getting Back Together» / «This Is Why We Can't Have Nice Things»

| Notas |
| --- |
| - Durante el primer show en Landover, el segundo en Toronto, la segunda noche en Mineápolis, el segundo show en Filadelfia, el segundo show en Tokio, la tercera noche en Foxborough y el tercer show en East Rutherford, Swift interpretó el tema «So It Goes...» en lugar de «Dancing with Our Hands Tied». - Durante el segundo show en Filadelfia, la plataforma que lleva a Taylor del escenario principal a uno de los B stages, quedó estancada durante la canción «Delicate», por lo que la cantante interpretó a capela «Our Song» y «Wildest Dreams». - Durante el segundo show en East Rutherford, Taylor hizo el meldley de canciones de piano «Long Live / New Year's Day» agregando la canción «Clean». - Durante el concierto en Detroit, antes de interpretar «Delicate», Swift brindó un minuto de silencio para homenajear el fallecimiento de la cantante Aretha Franklin. |

| Invitados especiales |
| --- |
| Los siguientes artistas fueron invitados a interpretar temas junto a Swift: - El 18 de mayo de 2018, el cantante canadiense Shawn Mendes se unió a Swift en el escenario para tocar «There's Nothing Holdin' Me Back». - El 19 de mayo de 2018, el cantante australiano Troye Sivan se unió a Swift en el escenario para tocar «My My My!» y junto a Selena Gomez interpretó «Hands to Myself». - El 22 de junio de 2018, el exitoso cantante Niall Horan se unió a Swift para interpretar «Slow Hands». - El 23 de junio de 2018, Robbie Williams se unió a Swift para interpretar «Angels». - El 26 de julio, interpretó junto a Hayley Kiyoko el tema «Curious». - El 4 de agosto, interpretó junto a Bryan Adams el tema «Summer 69». - El 25 de agosto, interpretó junto a Tim McGraw y Faith Hill el tema «Tim McGraw». - El 5 de octubre, interpretó junto a Maren Morris el tema «The Middle». - El 6 de octubre, interpretó junto a Sugarland el tema «Babe». |

| Canción sorpresa | |
| --- | --- |
| Las siguientes canciones fueron interpretadas por Swift en reemplazo de «All Too Well», como canción sorpresa: \| - Durante el primer show en Santa Clara interpretó «Wildest Dreams».[44] - Durante el segundo show en Santa Clara interpretó «The Best Day».[45] - Durante el primer show en Pasadena interpretó «Red».[46] - Durante el show en Seattle interpretó «Holy Ground». - Durante el show en Denver interpretó «Teardrops on My Guitar». - Durante el primer show en Chicago interpretó «Our Song». - Durante el segundo show en Chicago interpretó «22». - Durante el primer show en Mánchester interpretó «I Knew You Were Trouble». - Durante el segundo show en Mánchester interpretó «I Don't Wanna Live Forever». - Durante el primer show en Dublín interpretó «Mean». - Durante el segundo show en Dublín interpretó «How You Get the Girl». - Durante el primer show en Londres interpretó «So It Goes...». - Durante el segundo show en Londres interpretó «Fifteen». - Durante el show en Louisville interpretó «Mine». - Durante el show en Columbus interpretó «Sparks Fly». - Durante el primer show en Landover interpretó «State of Grace». - Durante el segundo show en Landover interpretó «Haunted». - Durante el primer show en Filadelfia interpretó «Never Grow Up». - Durante el segundo show en Filadelfia interpretó «Treacherous». - Durante el show en Cleveland interpretó «Babe». - Durante el primer show en East Rutherford interpretó «Welcome to New York». - Durante el segundo show en East Rutherford interpretó «Fearless». - Durante el tercer show en East Rutherford interpretó «Enchanted». - Durante el primer show en Foxborough interpretó «22». - Durante el segundo show en Foxborough interpretó «Change». - Durante el tecer show en Foxborough interpretó «Ours». - Durante el primer show en Toronto interpretó «Out of the Woods». \| - Durante el segundo show en Toronto interpretó «Come Back... Be Here». - Durante el show en Pittsburgh interpretó «A Place In This World». - Durante el primer show en Atlanta interpretó «This Love». - Durante el segundo show en Atlanta interpretó «The Lucky One». - Durante el segundo show en Tampa interpretó «Invisible». - Durante el show en Miami interpretó «Breathe». - Durante el show en Nashville interpretó «Better Man». - Durante el show en Detroit interpretó «Jump Then Fall». - Durante el primer show en Mineápolis interpretó «Begin Again». - Durante el segundo show en Mineápolis interpretó «Tied Together With a Smile». - Durante el show en Kansas City interpretó «The Story of Us». - Durante el show en Indianápolis interpretó «Forever & Always». - Durante el show en St. Luis interpretó «Hey Stephen». - Durante el show en Nueva Orleans interpretó «Speak Now». - Durante el show en Houston interpretó «Wonderland». - Durante el primer show en Arlington interpretó «White Horse». - Durante el show en Perth interpretó «I Knew You Were Trouble». - Durante el show en Melbourne interpretó «I'm Only Me When I'm with You». - Durante el show en Sídney interpretó «22». - Durante el show en Brisbane interpretó «Starlight». - Durante el show en Auckland interpretó «Out of the Woods». - Durante el primer show en Tokio interpretó «I Know Places». - Durante el segundo show en Tokio interpretó «Wildest Dreams». \| | |
| - Durante el primer show en Santa Clara interpretó «Wildest Dreams». - Durante el segundo show en Santa Clara interpretó «The Best Day». - Durante el primer show en Pasadena interpretó «Red». - Durante el show en Seattle interpretó «Holy Ground». - Durante el show en Denver interpretó «Teardrops on My Guitar». - Durante el primer show en Chicago interpretó «Our Song». - Durante el segundo show en Chicago interpretó «22». - Durante el primer show en Mánchester interpretó «I Knew You Were Trouble». - Durante el segundo show en Mánchester interpretó «I Don't Wanna Live Forever». - Durante el primer show en Dublín interpretó «Mean». - Durante el segundo show en Dublín interpretó «How You Get the Girl». - Durante el primer show en Londres interpretó «So It Goes...». - Durante el segundo show en Londres interpretó «Fifteen». - Durante el show en Louisville interpretó «Mine». - Durante el show en Columbus interpretó «Sparks Fly». - Durante el primer show en Landover interpretó «State of Grace». - Durante el segundo show en Landover interpretó «Haunted». - Durante el primer show en Filadelfia interpretó «Never Grow Up». - Durante el segundo show en Filadelfia interpretó «Treacherous». - Durante el show en Cleveland interpretó «Babe». - Durante el primer show en East Rutherford interpretó «Welcome to New York». - Durante el segundo show en East Rutherford interpretó «Fearless». - Durante el tercer show en East Rutherford interpretó «Enchanted». - Durante el primer show en Foxborough interpretó «22». - Durante el segundo show en Foxborough interpretó «Change». - Durante el tecer show en Foxborough interpretó «Ours». - Durante el primer show en Toronto interpretó «Out of the Woods». | - Durante el segundo show en Toronto interpretó «Come Back... Be Here». - Durante el show en Pittsburgh interpretó «A Place In This World». - Durante el primer show en Atlanta interpretó «This Love». - Durante el segundo show en Atlanta interpretó «The Lucky One». - Durante el segundo show en Tampa interpretó «Invisible». - Durante el show en Miami interpretó «Breathe». - Durante el show en Nashville interpretó «Better Man». - Durante el show en Detroit interpretó «Jump Then Fall». - Durante el primer show en Mineápolis interpretó «Begin Again». - Durante el segundo show en Mineápolis interpretó «Tied Together With a Smile». - Durante el show en Kansas City interpretó «The Story of Us». - Durante el show en Indianápolis interpretó «Forever & Always». - Durante el show en St. Luis interpretó «Hey Stephen». - Durante el show en Nueva Orleans interpretó «Speak Now». - Durante el show en Houston interpretó «Wonderland». - Durante el primer show en Arlington interpretó «White Horse». - Durante el show en Perth interpretó «I Knew You Were Trouble». - Durante el show en Melbourne interpretó «I'm Only Me When I'm with You». - Durante el show en Sídney interpretó «22». - Durante el show en Brisbane interpretó «Starlight». - Durante el show en Auckland interpretó «Out of the Woods». - Durante el primer show en Tokio interpretó «I Know Places». - Durante el segundo show en Tokio interpretó «Wildest Dreams». |

## Fechas
| Fecha                    | Ciudad          | País           | Recinto                             | Acto de apertura          | Asistencia        | Recaudación  |
| Norteamérica             | Norteamérica    | Norteamérica   | Norteamérica                        | Norteamérica              | Norteamérica      | Norteamérica |
| ------------------------ | --------------- | -------------- | ----------------------------------- | ------------------------- | ----------------- | ------------ |
| 8 de mayo de 2018        | Glendale        | Estados Unidos | University of Phoenix Stadium       | Camila Cabello Charli XCX | 59,157 / 59,157   | $7,214,478   |
| 11 de mayo de 2018       | Santa Clara     | Estados Unidos | Levi's Stadium                      | Camila Cabello Charli XCX | 107,550 / 107,550 | $14,006,963  |
| 12 de mayo de 2018       | Santa Clara     | Estados Unidos | Levi's Stadium                      | Camila Cabello Charli XCX | 107,550 / 107,550 | $14,006,963  |
| 18 de mayo de 2018       | Pasadena        | Estados Unidos | Rose Bowl                           | Camila Cabello Charli XCX | 118,084 / 118,084 | $16,251,980  |
| 19 de mayo de 2018       | Pasadena        | Estados Unidos | Rose Bowl                           | Camila Cabello Charli XCX | 118,084 / 118,084 | $16,251,980  |
| 22 de mayo de 2018       | Seattle         | Estados Unidos | CenturyLink Field                   | Charli XCX                | 56,021 / 56,021   | $8,672,219   |
| 25 de mayo de 2018       | Denver          | Estados Unidos | Sports Authority Field at Mile High | Camila Cabello Charli XCX | 57,140 / 57,140   | $7,926,366   |
| 1 de junio de 2018       | Chicago         | Estados Unidos | Soldier Field                       | Camila Cabello Charli XCX | 105,208 / 105,208 | $14,576,697  |
| 2 de junio de 2018       | Chicago         | Estados Unidos | Soldier Field                       | Camila Cabello Charli XCX | 105,208 / 105,208 | $14,576,697  |
| Europa                   |                 |                |                                     |                           |                   |              |
| 8 de junio de 2018       | Mánchester      | Reino Unido    | Eithad Stadium                      | Camila Cabello Charli XCX | 77,258 / 77,258   | $6,169,724   |
| 9 de junio de 2018       | Mánchester      | Reino Unido    | Eithad Stadium                      | Camila Cabello Charli XCX | 77,258 / 77,258   | $6,169,724   |
| 15 de junio de 2018      | Dublín          | Irlanda        | Croke Park                          | Camila Cabello Charli XCX | 133,034 / 133,034 | $8,567,769   |
| 16 de junio de 2018      | Dublín          | Irlanda        | Croke Park                          | Camila Cabello Charli XCX | 133,034 / 133,034 | $8,567,769   |
| 22 de junio de 2018      | Londres         | Reino Unido    | Estadio de Wembley                  | Camila Cabello Charli XCX | 143,427 / 143,427 | $12,214,933  |
| 23 de junio de 2018      | Londres         | Reino Unido    | Estadio de Wembley                  | Camila Cabello Charli XCX | 143,427 / 143,427 | $12,214,933  |
| Norteamérica             |                 |                |                                     |                           |                   |              |
| 30 de junio de 2018      | Louisville      | Estados Unidos | Papa John's Cardinal Stadium        | Camila Cabello Charli XCX | 52,138 / 52,138   | $4,928,219   |
| 7 de julio de 2018       | Columbus        | Estados Unidos | Ohio Stadium                        | Camila Cabello Charli XCX | 62,897 / 62,897   | $6,606,529   |
| 10 de julio de 2018      | Landover        | Estados Unidos | FedExField                          | Camila Cabello Charli XCX | 95,672 / 95,672   | $11,396,004  |
| 11 de julio de 2018      | Landover        | Estados Unidos | FedExField                          | Camila Cabello Charli XCX | 95,672 / 95,672   | $11,396,004  |
| 13 de julio de 2018      | Filadelfia      | Estados Unidos | Lincoln FInancial Field             | Camila Cabello Charli XCX | 107,378 / 107,378 | $11,951,047  |
| 14 de julio de 2018      | Filadelfia      | Estados Unidos | Lincoln FInancial Field             | Camila Cabello Charli XCX | 107,378 / 107,378 | $11,951,047  |
| 17 de julio de 2018      | Cleveland       | Estados Unidos | FirstEnergy Stadium                 | Camila Cabello Charli XCX | 51,323 / 51,323   | $5,148,757   |
| 20 de julio de 2018      | East Rutherford | Estados Unidos | MetLife Stadium                     | Camila Cabello Charli XCX | 165,654 / 165,654 | $22,031,386  |
| 21 de julio de 2018      | East Rutherford | Estados Unidos | MetLife Stadium                     | Camila Cabello Charli XCX | 165,654 / 165,654 | $22,031,386  |
| 22 de julio de 2018      | East Rutherford | Estados Unidos | MetLife Stadium                     | Camila Cabello Charli XCX | 165,654 / 165,654 | $22,031,386  |
| 26 de julio de 2018      | Foxborough      | Estados Unidos | Gillette Stadium                    | Camila Cabello Charli XCX | 174,764 / 174,764 | $21,779,846  |
| 27 de julio de 2018      | Foxborough      | Estados Unidos | Gillette Stadium                    | Camila Cabello Charli XCX | 174,764 / 174,764 | $21,779,846  |
| 28 de julio de 2018      | Foxborough      | Estados Unidos | Gillette Stadium                    | Camila Cabello Charli XCX | 174,764 / 174,764 | $21,779,846  |
| 3 de agosto de 2018      | Toronto         | Canadá         | Rogers Centre                       | Camila Cabello Charli XCX | 100,310 / 100,310 | $11,177,000  |
| 4 de agosto de 2018      | Toronto         | Canadá         | Rogers Centre                       | Camila Cabello Charli XCX | 100,310 / 100,310 | $11,177,000  |
| 7 de agosto de 2018      | Pittsburgh      | Estados Unidos | Heinz Field                         | Camila Cabello Charli XCX | 56,445 / 56,445   | $6,230,876   |
| 10 de agosto de 2018     | Atlanta         | Estados Unidos | Mercedes-Benz Stadium               | Camila Cabello Charli XCX | 116,746 / 116,746 | $18,089,415  |
| 11 de agosto de 2018     | Atlanta         | Estados Unidos | Mercedes-Benz Stadium               | Camila Cabello Charli XCX | 116,746 / 116,746 | $18,089,415  |
| 14 de agosto de 2018     | Tampa           | Estados Unidos | Raymond James Stadium               | Camila Cabello Charli XCX | 55,909 / 55,909   | $7,244,264   |
| 18 de agosto de 2018     | Miami           | Estados Unidos | Hard Rock Stadium                   | Camila Cabello Charli XCX | 47,818 / 47,818   | $7,072,164   |
| 25 de agosto de 2018     | Nashville       | Estados Unidos | Nissan Stadium                      | Camila Cabello Charli XCX | 56,112 / 56,112   | $9,007,179   |
| 28 de agosto de 2018     | Detroit         | Estados Unidos | Ford Field                          | Camila Cabello Charli XCX | 49,464 / 49,464   | $6,597,852   |
| 31 de agosto de 2018     | Mineápolis      | Estados Unidos | U.S. Bank Stadium                   | Camila Cabello Charli XCX | 98,774 / 98,774   | $10,242,024  |
| 1 de septiembre de 2018  | Mineápolis      | Estados Unidos | U.S. Bank Stadium                   | Camila Cabello Charli XCX | 98,774 / 98,774   | $10,242,024  |
| 8 de septiembre de 2018  | Kansas City     | Estados Unidos | Arrowhead Stadium                   | Camila Cabello Charli XCX | 58,611 / 58,611   | $6,730,138   |
| 15 de septiembre de 2018 | Indianápolis    | Estados Unidos | Lucas Oil Stadium                   | Camila Cabello Charli XCX | 55,729 / 55,729   | $6,531,245   |
| 18 de septiembre de 2018 | Saint Louis     | Estados Unidos | The Dome at America's Center        | Camila Cabello Charli XCX | 47,831 / 47,831   | $4,884,054   |
| 22 de septiembre de 2018 | Nueva Orleans   | Estados Unidos | Mercedes-Benz Superdome             | Camila Cabello Charli XCX | 53,172 / 53,172   | $6,491,546   |
| 29 de septiembre de 2018 | Houston         | Estados Unidos | NRG Stadium                         | Camila Cabello Charli XCX | 53,800 / 53,800   | $9,350,275   |
| 5 de octubre de 2018     | Arlington       | Estados Unidos | AT&T Stadium                        | Camila Cabello Charli XCX | 105,002 / 105,002 | $15,006,157  |
| 6 de octubre de 2018     | Arlington       | Estados Unidos | AT&T Stadium                        | Camila Cabello Charli XCX | 105,002 / 105,002 | $15,006,157  |
| Oceanía                  |                 |                |                                     |                           |                   |              |
| 19 de octubre de 2018    | Perth           | Australia      | Optus Stadium                       | Broods Charli XCX         | 50,891 / 50,891   | $4,153,658   |
| 26 de octubre de 2018    | Melbourne       | Australia      | Estadio Etihad                      | Broods Charli XCX         | 63,027 / 63,027   | $6,755,570   |
| 2 de noviembre de 2018   | Sídney          | Australia      | Estadio ANZ                         | Broods Charli XCX         | 72,805 / 72,805   | $7,686,564   |
| 6 de noviembre de 2018   | Brisbane        | Australia      | The Gabba                           | Broods Charli XCX         | 43,907 / 43,907   | $4,338,127   |
| 9 de noviembre de 2018   | Auckland        | Nueva Zelanda  | Mount Smart Stadium                 | Broods Charli XCX         | 35,749 / 35,749   | $3,617,593   |
| Asia                     |                 |                |                                     |                           |                   |              |
| 20 de noviembre de 2018  | Tokio           | Japón          | Tokyo Dome                          | Charli XCX                | 100,109 / 100,109 | $14,859,847  |
| 21 de noviembre de 2018  | Tokio           | Japón          | Tokyo Dome                          | Charli XCX                | 100,109 / 100,109 | $14,859,847  |
| Total                    | Total           | Total          | Total                               | Total                     | 2,888,922         | $345,675,146 |